# Zgodovina davčne službe na Slovenskem
Zgodovina davčne službe na Slovenskem je zgodovina razvoja in delovanja davčne službe na Slovenskem od časov Rimljanov, do njene oživitve v zrelem srednjem veku in  razvojem v novem veku. V novem veku se zelo razvije carinjenje. Na nadaljnji razvoj davčne službe je vplivalo obdavčenje po katastrskem dohodku. V času Jugoslavije je razvoj davčne službe in davčnega sistema doživel zastoj in nato spremembo, povezano z razvojem jugoslovanskega koncepta družbene lastnine. Po procesu združevanja je Slovenija enotno davčno službo v ožjem smislu (brez carinske službe) oblikovala leta 1996, povsem poenotena služba pa se je pojavila šele leta 2014. 

## Rimski imperij
V cesarskih provincah Rimskega imperija je za organizacijo pobiranja davkov skrbel prokurator, v senatorskih provincah pa kvestor. Pobirali so neposredne davke (tributum), ki so  obsegali davke na zemljišče in premoženje (tributum soli) in glavarino (tributum capitis), med posrednimi davki pa je npr. znano pobiranje carin, prometnih davkov, davkov na dedovanje. Pobiranje davkov je bilo organizirano preko sistema zakupništva. V 2. stoletju je Poetovio (Ptuj) postal sedež osrednjih uradov ilirske državne carine (publicum portorii Illyrici), pri čemer je to področje med drugim zajemalo tudi Panonijo in Norik.

## Razvoj davčne službe v srednjem veku
V srednjem veku zaradi avtarkije zemljiških gospostev sprva pravih davkov in davčnih služb ni bilo. Od 9. stoletja dalje se je tudi na Slovenskem pojavilo pobiranje težko opredeljivih prometno-tržnih dajatev iz katere se kasneje razvijejo mitnine  in carine. Mitničarji so bili pogosto zakupniki. Sistem mitništva je predstavljal osnovo za nastajanje carinske službe. Za razvoj davčnih služb je bila ključna oblast deželnega kneza nad deželno-knežjim premoženjem (»komornim premoženjem«), ki je obsegalo dohodke od rudnikov, neposredne davke od deželno-knežjih mest, dohodke od pobranih mitnin in neposredne davke za Jude – ker pa je deželni knez te dajatve pobiral le od komornega premoženja, še ne moremo govoriti o davkih v pravem pomenu besede.

## Razvoj sodobnega pobiranja davkov
V srednjem veku so se pojavile posebne knjige- urbarji, v katerih so bile popisane tudi davčne obveznosti podložnikov. S pojavom absolutizma se je povečal pomen pobiranja carin, pod Marijo Terezijo se je zelo razvil katastrski sistem, leta 1871 pa je že obstajala zelo razvita oblika zemljiške knjige.  V 18. stoletju so se razvile tudi tim. »davčne občine«. Leta 1814 je prišlo do uniformiranja državnih služb- vsi državni uradniki so do razpada Habsburške monarhije nosili temnozeleno obleko, davčni uradniki so tako kot drugi uradniki »dvorne komore« (kasneje: finančnega ministrstva) kot razpoznavni znak nosili svetlo-zelene vratnike in obrobke. Na meje so že leta 1829 postavili finančno policijo, ki so jo sprva imenovali mejna straža, nato pa finančna straža.

## Neobičajen razvoj davčnih služb v času Jugoslavije
Neobičajne razmere so vladale v času Kraljevine SHS, saj je bilo do leta 1928 v novi državi v veljavi kar pet različnih davčnih sistemov (srbski, avstrijski, črnogorski, madžarski in turški). Poenotenje davčnega sistema je imelo svojo ceno- Slovenci so morali namesto leta 1896 uveljavljenega sistema dohodnine ponovno preiti izključno na sistem donosnin, kar je pomenilo korak nazaj v razvoju. Čeprav je bila tudi monarhija pod žezlom Karađorđevićev pretirano nagnjena k nošenju uniform, poskus uniformiranja davčnih inšpektorjev ni uspel. Zanimivo je, da so carinskim inšpektorjem že leta 1932 dovolili prenehanje nošenje uniforme, davčni uradniki pa so oblačila kaki barve morali nositi v letih 1933-1936. Davčni izterjevalci so bili uniformirani nekoliko drugače: nosili so vojaški tip uniforme s šajkačo, a tudi oni so svoje naloge pogosto raje opravljali v civilnih oblekah. Tako davčni inšpektorji, finančni kontrolorji (stražniki), cariniki in davčni izterjevalci so na uniformah nosili temnozeleno barvo kot prepoznavni znak finančne stroke.
Po vojni je bila finančna straža (oziroma finančna policija) ukinjena. Njeni kadri so bli pripojeni bodisi davčni službi v ožjem smislu bodisi carinski službi. Carina je v času socializma ostala enotna služba, davčna služba v ožjem smislu pa se je razdelila na dve glavni veji. Leta 1959 je bila uvedena Služba družbenega knjigovodstva ali SDK, ki je bila skupaj s svojo finančno inšpekcijo sprva del Narodne banke FLRJ, leta 1965 pa je ta služba postala samostojna. Pred razpadom Jugoslavije so drugo vejo predstavljale občinske uprave za družbene prihodke. Velik poudarek na samoupravljanju in družbeni lastnini je imel za posledico razmah raznih »prispevkov«, pri čemer so se za njimi lahko skrivali davki in ne prispevki v ožjem smislu.

## Vloga carinske vojne (1990-1991) pri nastanku samostojne Republike Slovenije
Jeseni leta 1990 se je pričel razpad jugoslovanskega fiskalnega sistema, saj je 1. septembra Srbija začela zadrževati zvezni prometni davek in carine, konec oktobra pa se je temu pridružila tudi Slovenija, zaradi tega in drugih dogodkov so se na prelomu med letoma 1990 in 1991 na področju tedanje Jugoslavije že pričeli oblikovati različni gospodarski sistemi. Že od leta 1990 je bilo namreč zadrževanje pobranih uvoznih dajatev pogost pojav republiških praks v nekdanji SFRJ.  Pri tem so se slovenske carinarnice povezale z republiško SDK. V praksi je vse skupaj potekalo tako, da so v republiških SDK-jih sredstva, ki bi morala končati v zveznem proračunu, nakazali na republiškega. Ideji slovenstva zvesti cariniki so v začetku leta 1991 skladu z dogovorom s slovenskimi oblastmi pobrane carinske in druge uvozne dajatve pričeli preko republiškega SDK odvajati v slovenski proračun namesto v zveznega. Po grožnjah iz Beograda, ki so se stopnjevale po 19. aprilu 1991, je 20. maja 1991 zvezna oblast uveljavila tako stroge ukrepe proti praksi slovenskih carinarnic in slovenske SDK, da je Slovenija 27. maja 1991 načeloma zamrznila izvajanje svojih sklepov, v resnici pa je še naprej nadaljevala s staro politiko zadrževanja carin. Slovenski del Zvezne Jugoslovanske carine in slovenska SDK sta tako odigrala zelo pomembno vlogo v procesu slovenskega osamosvajanja.

## Zgodovina davčne službe med 1991 in 2014
Po ustanovitvi samostojne države je potekal nagel razvoj poenotenja in posodabljanja davčne službe v ožjem smislu besede. Do leta 1992 so naloge davčne službe v tem pomenu opravljale občinske uprave za javne prihodke in pa SDK kot državna služba. Leta 1992 so naloge občinskih uprav za javne prihodke prešle na državno davčno službo, ki se je imenovala Republiška uprava za javne prihodke. Dve leti kasneje je bila SDK preimenovana v Agencijo Republike Slovenije za plačilni promet, nadziranje in informiranje, Med tem, ko je bila Republiška uprava za javne prihodke davčna služba, namenjena fizičnim osebam, je SDK poleg drugih nalog opravljala tudi  naloge davčne službe za pravne osebe. Zaradi povečevanja števila davčnih zavezancev, različnega razvoja obeh služb, neenake obravnave pravnih in fizičnih oseb ter zaradi razvoja tehnologije je obstoj dveh ločenih davčnih služb postajal nevzdržen, zato sta se obe službi 17.04.1996 združili v enotno davčno službo, ki se je imenovala DURS. S tem se je že leta 1996 na Slovenskem končalo združevanje davčne službe v ožjem pomenu besede.
Leta 1991 je iz slovenskega dela nekdanje Zvezne carinske uprave nastala slovenska carinska služba- Carinska uprava Republike Slovenije. Ta služba je vse do leta 2014 ohranila samostojno pot razvoja.  Zaradi povečanja potreb po carinskem nadzoru gibanja blaga so prenovljeni mobilni oddelki leta 1997 pričeli nositi orožje. Ponovno uvajanje nošenja orožja v carinski operativi je delno obudilo klasično vlogo finančne straže. Od leta 1999 je carinska služba ponovno postala carinsko-dohodarstvena služba, saj je pričela pobirati tudi trošarine, od 1. maja 2004 pa se slovensko carinsko območje pripoji enotnemu carinskemu območju Evropske unije. 01.07.2013 je bila zaradi vstopa Hrvaške v Evropsko unijo ukinjena edina preostala kopenska meja, iz meje umaknjeni cariniki pa so bili pogosto premeščeni v mobilne oddelke.

## Razvoj poenotene davčne službe (od 2014)
V času vlade Alenke Bratušek je Državni zbor Republike Slovenije 31. marca 2014 sprejel Zakon o finančni upravi (ZFU), ki je določil, da se carinska in davčna služba 01.08.2014 združita v enotno Finančno upravo. Obe službi sta prenehali obstajati dne 31.7.2014. Od 01.08.2014 namesto nekadanje Carinske uprave Republike Slovenije in nekdanje Davčne uprave Republike Slovenije deluje Finančna uprava Republike Slovenije in s tem novim organom je bila slovenska davčna služba v najširšem pomenu besede prvič v svoji zgodovini tudi organizacijsko poenotena. Do 31. decembra 2014 v mreži območnih davčnih in carinskih uradov ni bilo nobenih sprememb, potem pa so carinski in davčni uradi prenehali obstajati, saj je namesto njih 01. januarja 2015 prišlo do nastanka finančnih uradov. Če se je znotraj Finančne uprave Republike Slovenije carinski poklic po imenu še ohranil v nazivih carinika (ne pa tudi pri  inšpektorjih in svetovalcih), se davčni poklic v ožjem pomenu besede po imenu ni več ohranil.